# Campoplex philippinus
Campoplex philippinus är en stekelart som beskrevs av Gupta och Maheshwary 1977. Campoplex philippinus ingår i släktet Campoplex och familjen brokparasitsteklar. Inga underarter finns listade.